# Matt Hendricks
Matt Hendricks (Blaine, Minnesota, SAD, 17. lipnja 1981.) američki je profesionalni hokejaš na ledu koji igra na poziciji centra. Trenutačno je član Colorado Avalanchea koji se natječe u NHL-u.

## Karijera
Prve korake u hokeju na ledu ostvaruje još u srednjoj školi u Blaineu, u Minnesoti. 2000. godine odlučuje se za momčad St. Cloud State Huskies, sa Sveučilišta St. Cloud State, koja se natječe u WCHA-u koji je pak dio NCAA-a. Sa sveučilišnom momčadi igra četiri sezone pri čemu upisuje 112 bodova u 152 odigrane utakmice u regularnom dijelu sezona. U svojoj posljednjoj sezoni na sveučilištu započinje profesionalnu karijeru zaigravši jednu utakmicu u AHL-u za momčad Milwaukee Admirals, podružnicu Nashville Predatorsa koji su Hendricksa, u 5. krugu kao 131. izbor, odabrali na NHL draftu 2000. godine. 2004. godine Hendricks odbija ponuđeni ugovor Predatorsa te kao slobodan igrač prelazi u ECHL klub Florida Everblades u kojem ostvaruje 50 bodova u 54 utakmice. Iste godine obvezuje se na probu u AHL klubu Lowell Lock Monsters gdje odigrava 15 utakmica. Nakon toga, sljedeće sezone, prelazi u Rochester Americans, dok u sezoni 2006./07. igra za Hershey Bears. U Bearsima odigrava 69 utakmica u regularnom dijelu sezone te upisujei 44 boda. S klubom nastupa u doigravanju gdje upisuje 12 bodova u 19 utakmica. 9. srpnja 2007. godine potpisuje dvogodišnji ugovor s Boston Bruinsima koji ga odmah šalju u svoju AHL podružnicu Providence Bruins s kojom Hendricks ostvaruje još jednu dobru sezonu u AHL-u.

### Colorado Avalanche (2008. – danas)
24. lipnja 2008. godine prelazi u Colorado Avalanche koji su Boston Bruinsima u razmjeni dali Johnnyja Boychuka. Avalanche ga odmah šalje u svoju AHL podružnicu Lake Erie Monsters, ali pred kraj sezone, 9. ožujka 2009. godine, uvrštava ga u prvu momčad te Hendricks, dan poslije, upisuje prvi nastup u NHL-u u utakmici protiv Atlanta Thrashersa. U sezoni 2009./10. nastavlja s nastupima za Avalanche. 10. listopada 2009. godine, u utakmici protiv Chicago Blackhawksa upisuje svoj prvi pogodak u NHL-u. Prvu asistenciju pak upisuje 22. prosinca u utakmici protiv Anaheim Ducksa.

## Statistika karijere
| 2000./01.       | St. Cloud State Huskies | WCHA            | 36  | 3  | 9  | 12  | 23  | —  | — | — | —  | —  |
| 2001./02.       | St. Cloud State Huskies | WCHA            | 42  | 19 | 20 | 39  | 74  | —  | — | — | —  | —  |
| 2002./03.       | St. Cloud State Huskies | WCHA            | 37  | 18 | 18 | 36  | 64  | —  | — | — | —  | —  |
| 2003./04.       | St. Cloud State Huskies | WCHA            | 37  | 14 | 11 | 25  | 32  | —  | — | — | —  | —  |
| 2003./04.       | Milwaukee Admirals      | AHL             | 1   | 0  | 0  | 0   | 2   | —  | — | — | —  | —  |
| 2004./05.       | Florida Everblades      | ECHL            | 54  | 24 | 26 | 50  | 94  | 4  | 0 | 0 | 0  | 4  |
| 2004./05.       | Lowell Lock Monsters    | AHL             | 15  | 1  | 2  | 3   | 10  | —  | — | — | —  | —  |
| 2005./06.       | Rochester Americans     | AHL             | 56  | 13 | 14 | 27  | 84  | —  | — | — | —  | —  |
| 2006./07.       | Hershey Bears           | AHL             | 65  | 18 | 26 | 44  | 105 | 19 | 8 | 4 | 12 | 18 |
| 2007./08.       | Providence Bruins       | AHL             | 67  | 22 | 30 | 52  | 121 | 10 | 0 | 3 | 3  | 6  |
| 2008./09.       | Lake Erie Monsters      | AHL             | 43  | 14 | 15 | 29  | 71  | —  | — | — | —  | —  |
| 2008./09.       | Colorado Avalanche      | NHL             | 4   | 0  | 0  | 0   | 13  | —  | — | — | —  | —  |
| Sveukupno - AHL | Sveukupno - AHL         | Sveukupno - AHL | 247 | 68 | 87 | 155 | 393 | 29 | 8 | 7 | 15 | 24 |
| Sveukupno - NHL | Sveukupno - NHL         | Sveukupno - NHL | 4   | 0  | 0  | 0   | 13  |    |   |   |    |    |

## Vanjske poveznice
- Profil na NHL.com
- Profil na theAHL.com
- Profil na The Internet Hockey Database